# Waite Hill
Waite Hill é uma vila localizada no estado norte-americano de Ohio, no Condado de Lake.

## Demografia
Segundo o censo norte-americano de 2000, a sua população era de 446 habitantes.
Em 2006, foi estimada uma população de 538, um aumento de 92 (20.6%).

## Geografia
De acordo com o United States Census Bureau tem uma área de
11,1 km², dos quais 10,9 km² cobertos por terra e 0,2 km² cobertos por água.

## Localidades na vizinhança
O diagrama seguinte representa as localidades num raio de 8 km ao redor de Waite Hill.